# Inge Eckel
Inge Eckel, po mężu Sticher (ur. 7 października 1932 w Neunkirchen, zm. 23 lipca 2003 w Saarbrücken) – niemiecka lekkoatletka specjalizująca się w biegach sprinterskich i skoku w dal, reprezentantka Protektoratu Saary, uczestniczka igrzysk olimpijskich.
Finger reprezentowała Protektorat Saary na Letnich Igrzyskach Olimpijskich 1952 w Helsinkach. Była wówczas zawodniczką klubu TuS 1860 Neunkirchen. W biegu eliminacyjnym w sztafecie 4 × 100 m wraz z Inge Glashörster, Hilde Antes i Ursel Finger zajęła ostatnie, 5. miejsce. Reprezentantki Saary ustanowiły wówczas rekord kraju na tym dystansie wynoszący 49 s. Wystąpiła także podczas mistrzostw Europy 1954, gdzie zajęła 23. miejsce w skoku w dal oraz odpadła w eliminacjach w biegu na 100 m i biegu sztafetowym 4 x 100 m. Rekord osobisty w biegu na 100 m wynoszący 12,3 s ustanowiła w 1954.